# Berghemlock
Berghemlock (Tsuga mertensiana) är en växtart i familjen tallväxter. 
Arten förekommer i västra Nordamerika från södra Alaska över British Columbia (Kanada) och USA:s västra delstater till Kalifornien. Den hittas främst i bergstrakter som Kaskadbergen, Klippiga bergen och Sierra Nevada men den växer även i låglandet. I bergstrakter når berghemlock 3300 meter över havet. Klimatet varierar inom dess utbredningsområde – i British Columbia förekommer mycket snöfall under vintern och årsnederbörden ligger mellan 2 000 och 4 000 mm. I Kalifornien är nederbördsmängden betydligt mindre.
Berghemlock bildar vanligen trädgrupper eller skogar tillsammans med berggran. Ibland anträffas skogar där berghemlock är det enda trädet. Arten ingår även i skogar tillsammans med bland annat Abies amabilis, vitgran, sitkagran, engelmannsgran, jättehemlock, nutkacypress, Juniperus occidentalis, pappersbjörk och arter av tallsläktet.
Artens trä används bland annat för snickeriarbeten. Berghemlock är ganska ovanlig i trädgårdar. För beståndet är inga hot kända. IUCN listar arten som livskraftig (LC).